# 依据告发
Ex rel.是拉丁语短语“ ex relatione "的缩写（意思是“[产生]出[关系者]的关系/叙述”）。该术语是一个法律用语；法律引文指南蓝皮书将ex rel.描述为一个“程序短语”作，并要求使用它来缩写“on the relation of”、“for the use of”、“on behalf of”以及类似的表达。 
当政府应与该事项有一定利害关系的私人当事人的要求提出诉讼理由时，最常用的是这种说法。在这种情况下，私人当事人被称为关系人。政府根据关系人对指控事实的叙述或重新叙述（拉丁关系）采取行动。政府通常只在私人一方提出的利益与政府的利益相类似的情况下，才接受有关的申请并提起诉讼。
纽约有一条“永远狂野”的宪法条款， 可通过纽约州总检察长的行动或任何公民在上诉庭同意的情况下行使。 
当亲属或关系方代表他人提起诉讼时，也可以使用该术语。例如， 特里·夏沃向美国最高法院提起的上诉被命名为“Schiavo ex rel.Schindler v.Schiavo”。